# Maturazione dell'mRNA
La maturazione dell'mRNA (o maturazione dell'RNA) consiste in una serie di processi chimici che trasformano una molecola di pre-mRNA (trascritto primario) in RNA messaggero (mRNA).
La maturazione dell'mRNA differisce molto tra gli eucarioti ed i procarioti. L'mRNA procariotico è già maturo dopo la trascrizione e non richiede di essere controllato, tranne che in alcuni casi. Il pre-mRNA eucariotico, invece, richiede diversi passaggi.
Le tappe della maturazione sono:
- Capping
- Poliadenilazione
- Splicing

Alla maturazione prendo parte delle molecole di snRNA (small nuclear RNA).

## Capping
Il capping è una delle tappe di maturazione del pre-mRNA a mRNA che consiste nell'aggiunta di un "cappuccio" di 7-metil guanosina al residuo 5-terminale della catena con un insolito legame 5,5' trifosfato (condensazione di una molecola di GTP con il trifosfato dell'estremità del trascritto e metilazione in posizione 7).
Questo "cappuccio" viene aggiunto poco dopo l'inizio della sintesi del trascritto primario che diventerà poi mRNA.
Questa modifica è importante per garantire il riconoscimento e l'aggancio appropriato dell'mRNA al ribosoma. Può essere importante anche per altri processi essenziali, come lo splicing ed il trasporto. Inoltre essa rende più stabile l'mRNA e lo protegge dall'attacco delle esonucleasi 5'-3'.

## Poliadenilazione
La poliadenilazione è un processo che contribuisce alla maturazione del pre-mRNA e consiste nell'aggiunta di un numero elevato di basi adenina (A) all'estremità 3' della catena di pre-mRNA nascente. In linea generale tutte le molecole di pre-mRNA possono andare incontro alla poliadenilazione ad esclusione delle molecole che codificano per gli istoni. Potrebbe sembrare scontato che queste unità vengano inserite non appena la trascrizione del gene si interrompe ma, in realtà, all'interno del pre-mRNA si trovano sequenze (AAUAAA oppure AUUAAA, dove U indica l'uracile) altamente conservate che indicano ad un complesso enzimatico di effettuare un taglio endonucleasico.
Il complesso di poliadenilazione, formato da diversi fattori, opera tagli nucleosidici ed è responsabile dell'aggiunta delle A in coda. Il numero di A inserite è molto variabile ma è compreso tra circa cento e duecentocinquanta. Qual è la sequenza conservata che serve da segnale sia per il taglio che per la successiva poliadenilazione? La sequenza AAUAAA che si trova nel RNA è un segnale per l'appena nominato complesso che opera il taglio nucleotidico ad una dozzina di basi di distanza. Il taglio preciso operato dal complesso di poliadenilazione è seguito da una sequenziale aggiunta di circa 10 A all'estremità 3'. Questa piccola coda serve da guida per l'aggiunta di altre centinaia di A e questo processo è coadiuvato da PAB II ovvero da un fattore che stimola l'ulteriore polimerizzazione, a livello del pre-mRNA, di altre A.
Negli ovociti, ovvero nelle cellule germinali femminili di tipo aploide, è frequente la poliadenilazione citoplasmatica resa possibile grazie ad un fattore la cui sigla è CPE.
L'aggiunta della coda poli(A) si suppone sia utile per tre motivi:
1. Aiuta il trasporto dell'mRNA nel citoplasma.
2. Stabilizza alcune molecole di mRNA.
3. Semplifica il riconoscimento dell'mRNA da parte dei ribosomi.

## Splicing
Lo splicing è il processo mediante il quale il pre-mRNA viene modificato per la rimozione di alcuni tratti di sequenze non codificanti chiamate introni; i tratti restanti che includono le sequenze per la codifica delle proteine sono chiamati esoni. A volte le informazioni portate dall'mRNA possono essere "montate" in modi diversi, permettendo ad un singolo gene di codificare per diverse proteine. Questo processo è chiamato splicing alternativo.
Lo splicing è praticato di solito da complessi RNA-proteina chiamati spliceosomi, ma alcune molecole di RNA sono anche capaci di catalizzare un autosplicing.